# Luke Skywalker
Luke Skywalker é o protagonista da trilogia original da franquia Star Wars(1977-1983), além de fazer participação em quatro filmes de outras duas trilogias A Vingança dos Sith(2005), O Despertar da Força, Os Últimos Jedi e A Ascensão Skywalker(2015-2019). E é interpretado pelo ator norte-americano Mark Hamill. 
Luke era um fazendeiro que vivia em um planeta desértico repleto de contrabandistas e senhores do crime. Ele se tornou um grande mestre jedi (iniciado por Obi-Wan Kenobi), após a morte dos seus tios. Um personagem essencial e importante na luta da Aliança Rebelde contra o Império Galáctico, é o irmão gêmeo da líder rebelde Princesa Leia Organa de Alderaan, O qual foram separados nós seus primeiros dias de vida a fim de protegê-los. Foi amigo do mercenário e contrabandista Han Solo, aprendiz do Grão-mestre Jedi Yoda, e o filho do Jedi caído Darth Vader (Anakin Skywalker) e da Rainha de Naboo/Senadora da República Padmé Amidala. Ele é o tio e antigo mestre de Kylo Ren, antes deste ter se convertido ao Lado Negro da Força.
Em 2008, o personagem foi escolhido pela revista Empire como o 54º maior personagem de filmes de todos os tempos. Em sua lista dos 100 Maiores Personagens de Ficção, a Fandomania.com classificou Luke na 14ª posição.

## Conceito e criação
Luke Skywalker foi inicialmente chamado de "Annikin Starkiller", e passou por várias mudanças de design. O personagem estava em um ponto projetado como um herói grisalho de guerra de 60 anos de idade, e mais tarde como um Grande Mestre Jedi, e também com uma mulher.

## Aparições

### A Vingança dos Sith
Depois que sua mãe, Padmé Amidala morre no parto e seu pai, Anakin Skywalker, se torna uma vítima do Lado Sombrio da Força, o pequeno Luke é separado de sua irmã gêmea(Leia). Obi-Wan Kenobi o leva para viver com seus tios paternos, Beru e Owen Lars, no planeta Tatooine.

### Uma Nova Esperança
Dezenove anos depois, Luke compra dois dróides, R2-D2 e C-3PO, o primeiro lhe mostra uma mensagem holográfica da Princesa Leia, quem acha bonita, destinada à Obi-Wan Kenobi e Luke se lembra do ermitão Ben Kenobi (que na realidade é Obi-Wan Kenobi), que mora nas montanhas.
Ao visitar Ben, descobre que seu pai, Anakin Skywalker, foi um cavaleiro Jedi e que foi "morto" pelo terrível Darth Vader. No começo, Luke não queria se unir a Obi-Wan para resgatar Leia, mas quando seus tios são mortos pelos soldados imperiais(stormtroopers), aceita acompanhá-lo e recebe o sabre de luz de Anakin, para começar o próprio treinamento Jedi.
Para contactar Leia, Luke e Obi-Wan contratam o piloto Han Solo, e vão a bordo da nave Millenium Falcon. Mas ao tentar chegar ao planeta de Leia(Alderann), a Estrela da Morte, uma estação espacial de enorme poder, o destrói. A Estrela da Morte ainda captura a nave com seu "raio trator", e lá dentro, Luke e Han resolvem salvar Leia, enquanto Obi-Wan vai desligar o raio trator. Quando estão prestes a fugir, Darth Vader luta com Obi-Wan Kenobi então no final da luta Obi-Wan se deixa perder, e se torna um fantasma da força. Mais tarde, Luke se une à Aliança Rebelde, e vai com o esquadrão X-Wing para destruir a Estrela da Morte e conseguem, mas com muitas perdas(incluindo a de Biggs, um grande amigo de luke).

### O Império Contra-Ataca
Três anos depois, a Aliança Rebelde mudou-se para o planeta gelado Hoth. E lá, Luke é atacado por um monstro do gelo, o Wampa (cena criada para justificar as alterações no rosto do ator Mark Hamill, que sofreu um acidente de carro). Mais tarde, recuperado e lutando contra o Império, que descobrira a base, Luke recebe uma mensagem do espírito de Obi-Wan: Deve ir para o planeta Dagobah terminar seu treinamento Jedi com Grão-mestre Yoda.
Então, quando os rebeldes se espalham, Luke e R2-D2 vão para Dagobah. Lá ele aperfeiçoa-se nas artes Jedi com a ajuda de Yoda, até ter uma visão, que mostrou seus amigos em perigo.
Luke vai para o planeta Bespin, onde enfrenta Darth Vader, no duelo, Vader decepa sua mão direita e faz uma das revelações mais chocantes da história do cinema: diz que é o pai de Luke, Anakin Skywalker. Luke recusa-se a acreditar, e quando Vader tenta levá-lo para o Lado Sombrio da Força, ele se joga num buraco. E, lá em baixo, é resgatado por Leia na Millennium Falcon. O filme acaba com Luke recebendo uma mão biônica.

### O Retorno do Jedi
Em O Império Contra-Ataca, Han Solo fora congelado em carbonita, pelo caçador de recompensas Bobba Fett, e levado para o asqueroso gângster Jabba the Hutt, seu credor, em Tatooine. Um ano depois, Luke, Leia, e Lando Calrissian vão salvá-lo. Após o resgate, Luke volta a Dagobah. Lá, Yoda confirma o fato de que Darth Vader é Anakin Skywalker e diz que o treinamento de Luke acabou, mas ele ainda não é um Jedi, e morre, com suas últimas palavras sendo: "Existe outro Skywalker".
O espírito de Obi-Wan aparece para Luke e se desculpa por ter mentindo para Luke e lhe diz que ele terá de enfrentar Vader de novo. Ao perguntar á Obi-Wan sobre "o outro Skywalker" que Yoda falara, ele revela que tem uma irmã gêmea, Leia.
A seguir, Luke recebe a missão de ir com Leia e Han Solo até a lua florestal de Endor, para desligar o escudo da nova Estrela da Morte. Lá eles se perdem e são orientados pelos pequenos Ewoks. Então Luke resolve se entregar ao Império para falar com seu pai e dizer que ainda há um pouco de bondade nele, o que Vader nega.
Luke é levado ao Imperador, que o tenta levar para o Lado Negro e mostra-lhe as forças imperiais destruindo as naves rebeldes. Quando Luke vai atacar o Imperador com seu sabre verde (que ele havia feito), Darth Vader coloca seu sabre-de-luz no caminho, e começa outra luta. Por meio de telepatia, Vader descobre sobre a irmã de Luke e diz que vai trazê-la ao Lado Negro já que ele não irá. Luke então em um momento de muita raiva corta a mão direita de Vader. Ao ver que ele cortara a mão de seu pai, assim como seu pai fizera em O Império Contra-Ataca, percebe que está ficando igual a ele.
O Imperador aparece, e Luke se declara um Jedi, assim como seu pai fora antes dele, imune ao Lado Negro. Em fúria, o Imperador solta raios contra o jovem. Darth Vader, ao ver seu filho agonizando com os ataques, antes do Imperador matar Luke, com seu braço restante joga o Imperador no reator da Estrela da Morte, matando-o. Vader pede para Luke tirar sua máscara, e diz antes de morrer: "Diga… à sua irmã… que você estava certo" (sobre sua bondade).
Luke pega uma nave e leva o corpo de Darth Vader para Endor, pouco antes da Estrela da Morte ser destruída. Em um funeral Jedi, queima o corpo do pai, que se tornou um espírito da Força, aparecendo ao lado de Obi-Wan e Yoda.

### O Despertar da Força
Anos após a destruição do Império Galáctico, Luke tenta formar uma nova Ordem Jedi treinando novos aprendizes, como o sobrinho Ben Solo. Porém, seduzido pelo Lado Sombrio, Ben se volta contra Luke, destruindo seu templo e matando seus aprendizes . Então, Luke se isola de todos e parte em busca do  "primeiro templo Jedi" em Ahch-To, deixando mapas parciais sobre seu paradeiro em vários locais.
No final do filme, a Resistência da República Galáctica conseguem reconstruir o mapa para a sua localização, dando a jovem Rey (que utiliza o sabre de luz anteriormente utilizado por Luke e seu pai Anakin) a missão de encontrar o último Mestre Jedi para que ele ajude a Resistência a trazer de volta a paz e a justiça para a galáxia.
Após o confronto final contra Kylo Ren, Rey, com o mapa completo graças ao R2-D2 e BB-8, viaja em busca do último Jedi. Rey então localiza-o e o encara, tentando entregar o sabre de luz dos Skywalker. Luke, visivelmente consternado, remove seu capuz e permanece quieto, encarando Rey.

### Os Últimos Jedi
Luke isolado no planeta Ahch-To foi encontrado por Rey que estava a bordo da Millennium Falcon junto com Chewbacca e R2-D2 em O Despertar da Força , Luke, entretanto, mesmo após saber da morte de Han Solo, frustra suas expectativas recusando-se a ensiná-la por causa de sua frustração com Ben Solo – que tornou-se Kylo Ren. Depois de alguma persuasão do R2-D2, Luke resolve treinar Rey nos caminhos da Força, mas também conta a ela seus erros como Mestre Jedi. Luke e Kylo contam a Rey diferentes versões do incidente que levou Kylo para o lado escuro da Força e Luke para o exílio. Sem conseguir convencer Luke a juntar-se à Resistência, Rey vai embora de Ahch-To sem ele, disposta a confrontar Kylo Ren sozinha, pois ainda sente que há luz dentro dele. Luke vê o espírito de seu mestre, Yoda, que destrói o templo Jedi de Ahch-To e lhe ensina que o fracasso é capaz de ensinar muito mais que o sucesso, e que ele não deve perder Rey. Luke aparece no planeta Crait enquanto a Resistência está encenando um impasse final contra a Primeira Ordem e se reúne com Leia. Ele se desculpa por sua parte ao permitir que Ben tenha caido no lado negro. Luke pisa em frente aos caminhantes de assalto pesado da Primeira Ordem, e de alguma forma sobrevive a uma enorme investida de fogo explosivo ordenada por Ren. Luke confronta Kylo sozinho, dando à Resistência tempo para escapar pelos fundos da base. Kylo tenta golpear Luke mas descobre que ele é na verdade apenas uma projeção – Luke ainda está em Ahch-To. Luke desafia Kylo dizendo-lhe que não é o último Jedi, enquanto Rey levita pedras usando a Força nos fundos da base, permitindo à Resistência escapar. Em Ahch-To, Luke, exausto pelo esforço da projeção, olha para o horizonte para ver a configuração dos dois sóis do planeta. Ele morre em paz, desaparecendo da mesma forma que Yoda, unindo-se à Força.

### A Ascensão Skywalker
No último episódio da Saga Skywalker, Luke aparece como fantasma da força para Rey quando ela joga seu sabre de luz em direção ao fogo mas nesta hora, ele pega o sabre e diz "A arma de um Jedi merece mais respeito". Então Rey diz a ele que queria se isolar como ele fez mas neste momento Luke diz que ele cometeu um erro ao se isolar e que ela devia encarar o medo dela pois isto é o destino de um Jedi. Assim Rey recupera a confiança e logo em seguida Luke entrega ela, o sabre de luz de Léia quando ela fez seu treinamento Jedi com Luke pois ele achava que ela merecia isso. Sendo assim ela partiu para seu destino.
No final, Rey vai para Tatooine para antiga casa de Luke e esconde os sabres de luz de Luke e Léia, nesta hora passou uma pessoa é estranho já que ninguém ia lá há muito tempo e ela perguntou o nome da Rey e neste momento Luke e Léia aparece como fantasma da Força e olha para ela, e ela responde: "Sou Rey Skywalker" dando assim fim a Saga Skywalker.

## No Universo Legends (Lendas)
Luke agora é um grande líder da Nova República e muito respeitado. Ele vai para Yavin 4 e abre uma Academia Jedi. Cria novas regras e faz modificações nas antigas regras que descobrira. Um exemplo de modificação é que os Jedi agora poderiam se casar e ter filhos. Muitas pessoas entram para a Academia. Uma dessas pessoas é o jovem mercenário Kyle Katarn, que mais tarde se tornaria um grande jedi e grande amigo de Luke. Sua irmã, Leia, entra para a Academia para ser treinada. Mais tarde, seus filhos, sobrinhos de Luke, Jacen, Jaina e Anakin Solo também entrariam lá.
Algumas pessoas que trabalhavam para o Império tentam reavivá-lo e passam a se chamar os Imperial Remnants (Remanescentes Imperiais). Uma mulher que trabalhava para o Imperador, Mara Jade, recebe por telepatia, assim que o Imperador morre, a missão de matar Luke Skywalker. Ela vai atrás dele e após vários combates, eles se apaixonam. Luke percebe que ela é sensitiva à Força e começa a treiná-la. Estão cada vez mais apaixonados e acabam por se casar. A Academia passa a ser em Coruscant. Luke e Mara têm um filho, a quem Luke dá o nome de Ben Skywalker, em homenagem a Ben Kenobi.
Luke prossegue treinando jedi até que há a invasão dos Yuuzhan Vong, um povo hostil de outra galáxia e que não pode ser sentido pela Força. Luke decide unir-se ao Império, formando a Aliança Galáctica para lutar contra os invasores. Após a derrota dos invasores, a galáxia fica salva e até agora, Luke está idoso e não há novos dados no Universo Expandido. Seu pai aparece para ele e fala:
- "Muito bem filho, você se tornou o que seu pai sempre quis ser, um bom homem". Então, ele desapareceu e não voltou mais.

## Representações

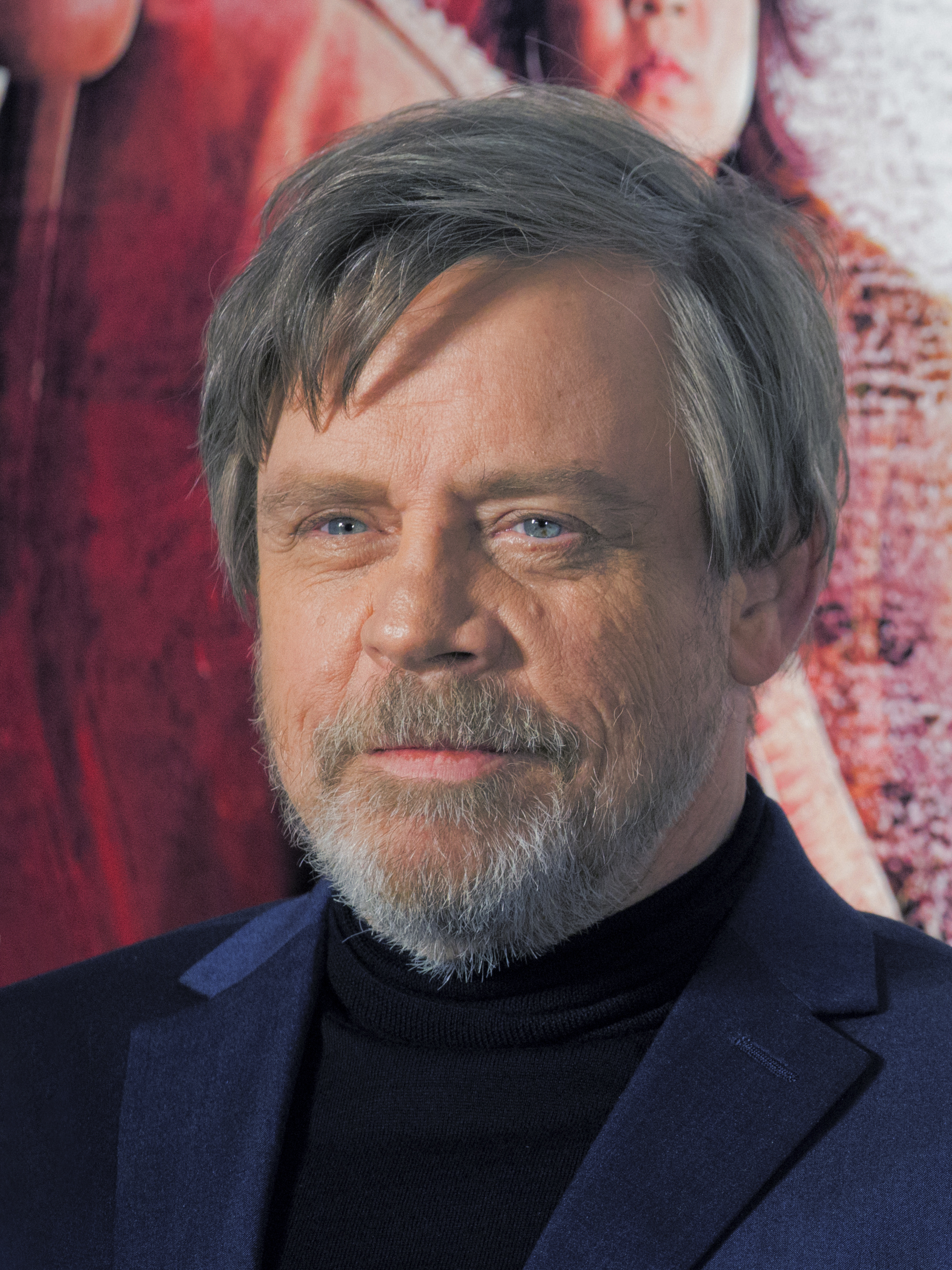
Mark Hamill no Japão, em 6 de dezembro de 2017, durante a première de Os Últimos Jedi.

Luke Skywalker  foi interpretado pelo ator norte-americano Mark Hamill em Star Wars: Episódio IV - Uma Nova Esperança (1977), Star Wars: Episódio V - O Império Contra-Ataca (1980), Star Wars: Episódio VI - O Retorno de Jedi (1983), Star Wars: Episódio VII - O Despertar da Força (2015), Star Wars: Episódio VIII - Os Últimos Jedi (2017) e Star wars ascensão Skywalker.

## Recepção
Em 2008, Luke Skywalker foi selecionado pela revista Empire como o 54° maior personagem do filme de todos os tempos. Luke também foi votado na lista 100 Years...100 Heroes & Villains da American Film Institute. Em sua lista dos 100 Maiores Personagens de Ficção, a Fandomania.com classificou Luke na 14ª posição. A IGN listou Luke na quarta posição em sua lista de personagens de Star Wars, e ele foi escolhido duas vezes pelos leitores da revista como um de seus personagens favoritos de série. Jesse Schedeen da IGN também escolheu Luke Skywalker como um dos personagens que mais queria que aparecesse no Nintendo Wii, bem como listado um de seus heróis favoritos de Star Wars. Schedeen também listou o personagem como um dos personagens de Star Wars que eles queriam ver em Soulcalibur. O IGN também chamou a luta entre Luke Skywalker e Darth Vader em O Retorno de Jedi de uma das "batalhas" finais em filmes. Em uma reportagem sobre os discursos feitos pelo personagem, Todd Gilchrist da IGN disse que seu discurso favorito feito por Luke foi "Eu sou um Jedi, como meu pai foi antes de mim".
UGO Networks listou Luke como um dos seus melhores heróis de todos os tempos, e ele foi votado como um dos melhores personagens de Star Wars pelos leitores do site. O inventor Dean Kamen também nomeou seu novo sistema de braço protético de "Luke", em homenagem ao personagem.